# Operator liczby cząstek
Operator liczby cząstek – dla układów, w których liczba rozpatrywanych cząstek nie jest znana, operator liniowy (obserwabla) „zliczający” ich liczbę.
Formalnie, jeżeli {\displaystyle {\mathcal {H}}} jest przestrzenią Hilberta, to operatorem liczby cząstek {\displaystyle N} na przestrzeni Focka {\displaystyle \Gamma ({\mathcal {H}})} nazywa się operator
{\displaystyle N\colon {\mbox{dom}}\,N\subset \Gamma ({\mathcal {H}})\to \Gamma ({\mathcal {H}}),\ \ Nu=(nu_{n})_{n=0}^{\infty },}
gdzie {\displaystyle u=\bigoplus \limits _{n=0}^{\infty }u_{n},\quad u_{n}\in {\cal {H}}^{\otimes n}}.
Dziedziną dom N jest podprzestrzeń liniowa
{\displaystyle \left\{u\in \Gamma ({\mathcal {H}})\colon \sum _{n=0}^{\infty }n^{2}\|u_{n}\|^{2}<\infty \right\}.}
Operator liczby cząstek jest operatorem dodatnim (w szczególności, jest on operatorem samosprzężonym) na {\displaystyle \Gamma ({\mathcal {H}}).} Z dodatniości wynika, że można w sposób jednoznaczny określić jego pierwiastek {\displaystyle {\sqrt {N}}.}
Zbiór {\displaystyle \Gamma _{00}({\mathcal {H}})} (zob. przestrzeń skończonej liczby cząstek w artykule przestrzeń Foka) jest dziedziną istotną tego operatora, tzn. operator liczby cząstek jest domknięciem obcięcia operatora {\displaystyle N} do zbioru {\displaystyle \Gamma _{00}({\mathcal {H}}).} W szczególności, dla dowolnej funkcji {\displaystyle f\colon \mathbb {N} \to \mathbb {C} ,} operator {\displaystyle f(N)} jest zdefiniowany poprzez rachunek funkcyjny dla operatorów samosprzężonych:
{\displaystyle f(N)u=(f(n)u_{n})_{n=0}^{\infty },}
gdzie:
{\displaystyle {\mbox{dom}}~f(N)=\left\{u\in \Gamma ({\mathcal {H}})\colon \sum _{n=0}^{\infty }n^{2}|f(n)|^{2}\|u_{n}\|^{2}<\infty \right\}.}
Średnią operatora liczby cząstek ‹ N › opisują rozkłady statystyczne w mechanice kwantowej:
- statystyka Bosego-Einsteina w przypadku bozonów,
- statystyka Fermiego-Diraca w przypadku fermionów.

W przypadku stanów Foka operatory kreacji i anihilacji odpowiednio zwiększają i zmniejszają liczbę cząstek (tzn. wartość średnią operatora liczby cząstek) o jeden. Jednak w przypadku superpozycji stanów Focka absorpcja bozonu może zwiększyć liczbę cząstek, w tym o liczbę niecałkowitą. To samo tyczy się kreacji bozonu. W ogólności absorpcja bozonu, a następnie kreacja bozonu powoduje, że liczba cząstek jest inna, niż przed absorpcją. Co więcej liczba cząstek po kreacji bozonu i następnej absorpcji będzie inna niż po absorpcji bozonu i następnej kreacji.